# НБА в сезоні 1949–1950
Сезон НБА 1949–1950 — перший сезон Національної баскетбольної асоціації, утвореної злиттям Національної баскетбольної ліги (NBL/НБЛ) та Баскетбольної асоціації Америки (BAA/БАА). При цьому офіційно цей сезон вважається четвертим в історії НБА, оскільки до неї зараховується також три сезони, проведені під егідою БАА.
Переможцями сезону стали «Міннеаполіс Лейкерс», які здолали у фінальній серії «Сірак'юс Нейшеналс».

## Регламент змагання
Участь у сезоні брали 17 команд, розподілених між трьома дивізіонами. Учасниками сезону були 10 команд, яки роком раніше виступали в БАА, а також 7 команд-учасниць НБЛ попереднього сезону. Специфікою першого об'єднаного сезону був формат регулярного чемпіонату, в якому команди з БАА здебільшого грали між собою, а команди з НБЛ — між собою, відповідно ігор між командами, які приєдналися до НБА з різних ліг, було обмаль.
По ходу регулярного сезону кожна з команд-учасниць провела від 62 до 68 ігор. До плей-оф, який проходив за олімпійською системою, виходили по чотири кращих команди з кожного дивізіону. На стадії півфіналів дивізіонів проводилися серії ігор до двох перемог, причому лідерам регулярного сезону кожного з дивізіонів протистояли команди, що посіли четверті місця тих же дивізіонів, а другі та треті місця складали другу півфінальну пару кожного з дивізіонів. Команди, які на цьому етапі здолали своїх суперників, виходили до фіналів дивізіонів, в яких проводили між собою серію ігор також до двох перемог.
До Фіналу таким чином потрапляли три команди, тож сам фінал також складався з двох етапів, на першому з яких два чемпіони дивізіонів, що мали гірші показники у регулярному чемпіонаті, визначали між собою другого учасника безпосередньо фінальної серії.

## Регулярний сезон

### Підсумкові таблиці за дивізіонами
| Східний                  | В  | П  | %П   | Відст | Дом   | Гост  | Нейтр | Див   |
| ------------------------ | -- | -- | ---- | ----- | ----- | ----- | ----- | ----- |
| x-«Сірак'юс Нейшеналс»   | 51 | 13 | .797 | –     | 31–1  | 15–12 | 5–0   | 9–1   |
| x-«Нью-Йорк Нікс»        | 40 | 28 | .588 | 13    | 19–10 | 18–16 | 3–2   | 20–6  |
| x-«Вашингтон Кепітолс»   | 32 | 36 | .471 | 21    | 21–13 | 10–20 | 1–3   | 13–13 |
| x-«Філадельфія Ворріорс» | 26 | 42 | .382 | 25    | 15–15 | 8–23  | 3–4   | 9–17  |
| «Балтимор Буллетс»       | 25 | 43 | .368 | 26    | 16–15 | 8–25  | 1–3   | 8–18  |
| «Бостон Селтікс»         | 22 | 46 | .324 | 29    | 12–14 | 5–28  | 5–4   | 11–15 |

| Центральний             | В  | П  | %П   | Відст | Дом   | Гост  | Нейтр | Див   |
| ----------------------- | -- | -- | ---- | ----- | ----- | ----- | ----- | ----- |
| x-«Міннеаполіс Лейкерс» | 51 | 17 | .750 | –     | 30–1  | 18–16 | 3–0   | 16–8  |
| x-«Рочестер Роялс»      | 51 | 17 | .750 | –     | 33–1  | 17–6  | 1–0   | 15–9  |
| x-«Форт-Вейн Пістонс»   | 40 | 28 | .588 | 11    | 28–6  | 12–22 | –     | 14–10 |
| x-«Чикаго Стегс»        | 40 | 28 | .588 | 11    | 18–6  | 14–21 | 8–1   | 11–13 |
| «Сент-Луїс Бомберс»     | 26 | 42 | .382 | 25    | 17–14 | 7–26  | 2–2   | 4–20  |

| Західний                   | В  | П  | %П   | Відст | Дом   | Гост  | Нейтр | Див   |
| -------------------------- | -- | -- | ---- | ----- | ----- | ----- | ----- | ----- |
| x-«Індіанаполіс Олімпіанс» | 39 | 25 | .609 | –     | 24–7  | 12–16 | 3–2   | 26–9  |
| x-«Андерсон Пекерс»        | 37 | 27 | .578 | 2     | 22–9  | 12–18 | 3–0   | 25–12 |
| x-«Трай-Сітіс Гокс»        | 29 | 35 | .453 | 10    | 20–13 | 6–20  | 3–2   | 20–17 |
| x-«Шебойган Ред Скінс»     | 22 | 40 | .355 | 17    | 17–14 | 5–22  | 0–4   | 15–20 |
| «Вотерлу Гокс»             | 19 | 43 | .306 | 20    | 16–15 | 2–22  | 1–6   | 13–22 |
| «Денвер Наггетс»           | 11 | 51 | .177 | 28    | 9–16  | 1–25  | 1–10  | 8–27  |

Легенда:
- x – Учасники плей-оф

## Плей-оф
Переможці пар плей-оф позначені жирним. Цифри перед назвою команди відповідають її позиції у підсумковій турнірній таблиці регулярного сезону дивізіону. Цифри після назви команди відповідають кількості її перемог у відповідному раунді плей-оф.
Східний Дивізіон
|  | Півфінали | Півфінали   | Півфінали |   |   | Фінали   | Фінали | Фінали |
|  |           |             |           |   |   |          |        |        |
|  | 1         | Сірак'юс    | 2         |   |   |          |        |        |
|  | 4         | Філадельфія | 0         |   |   |          |        |        |
|  |           |             |           |   | 1 | Сірак'юс | 2      |        |
|  |           | 2           | Нью-Йорк  | 1 |   |          |        |        |
|  | 2         | Нью-Йорк    | 2         |   |   |          |        |        |
|  | 3         | Вашингтон   | 0         |   |   |          |        |        |

Центральний Дивізіон
|  | Півфінали | Півфінали   | Півфінали |   |   | Фінали      | Фінали | Фінали |
|  |           |             |           |   |   |             |        |        |
|  | 1         | Міннеаполіс | 2         |   |   |             |        |        |
|  | 4         | Чикаго      | 0         |   |   |             |        |        |
|  |           |             |           |   | 1 | Міннеаполіс | 2      |        |
|  |           | 3           | Форт-Вейн | 0 |   |             |        |        |
|  | 2         | Рочестер    | 0         |   |   |             |        |        |
|  | 3         | Форт-Вейн   | 2         |   |   |             |        |        |

Західний Дивізіон
|  | Півфінали | Півфінали    | Півфінали |   |   | Фінали       | Фінали | Фінали |
|  |           |              |           |   |   |              |        |        |
|  | 1         | Індіанаполіс | 2         |   |   |              |        |        |
|  | 4         | Шебойган     | 1         |   |   |              |        |        |
|  |           |              |           |   | 1 | Індіанаполіс | 1      |        |
|  |           | 2            | Андерсон  | 2 |   |              |        |        |
|  | 2         | Андерсон     | 2         |   |   |              |        |        |
|  | 3         | Трай-Сітіс   | 1         |   |   |              |        |        |

Фінал НБА
Для фінального етапу плей-оф сезону чемпіони дивізіонів були відранжовані за їх результатами у регулярному сезоні. Найкращий з них за відсотком перемог у регулярному сезоні, «Сірак'юс Нейшеналс», відразу отримав місце у фінальній серії. Його суперника було визначено у півфінальній серії до двох перемог між двома іншими чемпіонами дивізіонів.
|  | Півфінал | Півфінал    | Півфінал |  |  | Фінал | Фінал       | Фінал |
|  |          |             |          |  |  |       |             |       |
|  |          |             |          |  |  | 1     | Сірак'юс    | 2     |
|  | 2        | Міннеаполіс | 2        |  |  | 2     | Міннеаполіс | 4     |
|  | 3        | Андерсон    | 0        |  |  |       |             |       |

## Лідери сезону за статистичними показниками
| Показник                  | Гравець        | Команда                  | Результат |
| ------------------------- | -------------- | ------------------------ | --------- |
| Очки                      | Джордж Майкен  | «Міннеаполіс Лейкерс»    | 1,865     |
| Передачі                  | Дік Макгвайр   | «Нью-Йорк Нікс»          | 386       |
| % влучань з гри           | Алекс Гроза    | «Індіанаполіс Олімпіанс» | .478      |
| % влучань штрафних кидків | Макс Заслофскі | «Чикаго Стегс»           | .843      |

## Нагороди НБА

### Щорічні нагороди
| - Перша збірна всіх зірок: - Макс Заслофскі, «Чикаго Стегс» - Боб Девіс, «Рочестер Роялс» - Алекс Гроза, «Індіанаполіс Олімпіанс» - Джордж Майкен, «Міннеаполіс Лейкерс» - Джим Поллард, «Міннеаполіс Лейкерс» | - Друга збірна всіх зірок: - Ральф Берд, «Індіанаполіс Олімпіанс» - Френк Браян, «Андерсон Пекерс» - Ел Керві, «Сірак'юс Нейшеналс» - Фред Шаус, «Форт-Вейн Пістонс» - Дольф Шеєс, «Сірак'юс Нейшеналс» |